# Ononis verae
Ononis verae är en ärtväxtart som beskrevs av Sirj. Ononis verae ingår i släktet puktörnen, och familjen ärtväxter. Inga underarter finns listade i Catalogue of Life.